# Кейс
Кейс (на старогръцки: Κεῖσος, Keisos, Ceisus, Cisus) в гръцката митология е цар на Аргос през 11 век пр.н.е.
Той е син на Темен, който е праправнук на Херакъл. Кейс е баща на Медон, Марон и Флиант.
Кейс е брат на Хирнето, която се омъжва за Дейфонт. Когато баща му Темен определя зет си Дейфонт за главнокомадващ на войската, Кейс се страхува за наследството на трона и убива баща си, а сестра си и нейният съпруг Дейфонт изгонва от Аргос. Кейс се възкачва натрона. Той и братята му отвличат Хирнето и Дейфонт ги преследва. Хирнето умира по време на преследването.
Според Страбон Кейс основава отново Аргос. На трона го наследява синът му Медон.